# Case (アルバム)
『Case』（ケース）は、2021年9月1日に発売されたCreepy Nutsのメジャー2枚目のフル・アルバム。

## 概要
フルアルバムとしてはメジャー1stフルアルバムである『クリープ・ショー』より3年5ヶ月ぶりのアルバム。また前作『かつて天才だった俺たちへ』からは約1年ぶりのリリースとなる。前作以降にリリースされた配信限定シングルや音源化されていなかった「風来」などを収録している。

## 背景・制作
本作は、2020年に今の気持ちを歌詞に書かなければいけないという出来事がたくさん起き、これまでの自分の歌詞や発言にけじめを付けなければいけないという思いから制作が始まったとメンバーのR-指定が述べている。
収録曲の「土産話」は、過去の波瀾万丈な人生を曲にするだけで成立するラッパーに対しコンプレックスを持っていたR-指定がCreepy Nutsとしての活動を振り返るとドラマティックに思えてきたと感じ、今書かなければいけないと作られたCreepy Nutsの道程が綴られた楽曲である。

## リリース
今作はオリジナルTシャツ付きのTシャツ盤、2020年11月に東京・日本武道館で行われたワンマンライブ「Creepy Nuts One Man Live『かつて天才だった俺たちへ』日本武道館公演」のライブ映像およびドキュメンタリー映像を収録したBlu-ray付きのライブBlu-ray盤、R-指定とDJ 松永のラジオトークを収録したラジオ盤の3形態でリリースされる。
| 対象店舗                                                                   | 特典内容                            |
| -------------------------------------------------------------------------- | ----------------------------------- |
| TOWER RECORDS全店（オンライン含む/一部店舗除く）                           | オリジナルポストカード              |
| HMV全店（HMV&BOOKS Online含む/一部店舗除く）                               | オリジナルポストカード              |
| TSUTAYA RECORDS（一部店舗除く）/ TSUTAYAオンラインショッピング（予約のみ） | オリジナルステッカー(H120mm×W137mm) |
| Sony Music Shop                                                            | オリジナルアクリルキーホルダー      |
| Amazon.co.jp                                                               | メガジャケ(24cm×24cm)               |
| 楽天ブックス                                                               | オリジナルコルクコースター          |
| 楽天ブックスファミリー受け取り指定                                         | オリジナル缶ミラー(76mm)            |
| セブンネットショッピング                                                   | オリジナルスマホスタンド            |
| Creepy Nuts応援店                                                          | 告知ポスター（B2）                  |

## ミュージック・ビデオ
Lazy Boy
監督：安藤隼人 / 製作：ROBOT
配信限定シングル「Lazy Boy」のジャケットデザインに関するWebミーティングのシーンから始まり、Creepy Nutsやマネージャーの希望に沿いながら制作が進められていく様子が描かれている。
バレる！
監督：永田俊、山本広司 / 製作：シングメディア
「Creepy NutsがTVに映ると茶の間が沸きすぎる」をコンセプトに制作された。関西テレビで放送されている番組『よ～いドン！』から円広志が、ゲスト役としてお笑い芸人のかが屋などが出演し、実際のセットのまま撮影された。
Who am I
ぴあアリーナMMで行われた『Creepy Nuts ONE MAN TOUR かつて天才だった俺たちへ』のライヴ・パフォーマンスをメインに、映画『バイプレイヤーズ～もしも100人の名脇役が映画を作ったら～』の映像も織り交ぜて構成されている。
のびしろ
監督・製作：Nasty Men$ah
アルバム発売後に公開。映像作家でありラッパーでもあるNasty Men$ahがディレクションを担当。
Bad Orangez
監督・製作：Nasty Men$ah
アルバム発売後に公開。「のびしろ」に続き、Nasty Men$ahがディレクションを担当。

## 収録内容

### ライブBlu-ray盤 / Tシャツ盤
| 全作詞: R-指定、全作曲: DJ松永。 |                      |           |            |                  |      |
| #                                | タイトル             | 作詞      | 作曲・編曲 | 編曲             | 時間 |
| 1.                               | 「Lazy Boy」         | R-指定    | DJ松永     | DJ松永           | 3:01 |
| 2.                               | 「バレる！」         | R-指定    | DJ松永     | DJ松永、川口大輔 | 3:14 |
| 3.                               | 「顔役」             | R-指定    | DJ松永     | DJ松永           | 3:08 |
| 4.                               | 「俺より偉い奴」     | R-指定    | DJ松永     | DJ松永           | 3:07 |
| 5.                               | 「風来」             | R-指定    | DJ松永     | DJ松永、磯貝一樹 | 2:48 |
| 6.                               | 「のびしろ」         | R-指定    | DJ松永     | DJ松永           | 3:56 |
| 7.                               | 「デジタルタトゥー」 | R-指定    | DJ松永     | DJ松永           | 2:51 |
| 8.                               | 「15才」             | R-指定    | DJ松永     | DJ松永           | 3:18 |
| 9.                               | 「Bad Orangez」      | R-指定    | DJ松永     | DJ松永           | 3:32 |
| 10.                              | 「Who am I」         | R-指定    | DJ松永     | DJ松永、川口大輔 | 3:50 |
| 11.                              | 「土産話」           | R-指定    | DJ松永     | DJ松永           | 4:25 |
| 合計時間:                        | 合計時間:            | 合計時間: | 37:10      |                  |      |

| #   | タイトル                     | 作詞 | 作曲・編曲 |
| --- | ---------------------------- | ---- | ---------- |
| 1.  | 「スポットライト」           |      |            |
| 2.  | 「生業」                     |      |            |
| 3.  | 「耳無し芳一Style」          |      |            |
| 4.  | 「ヘルレイザー」             |      |            |
| 5.  | 「助演男優賞」               |      |            |
| 6.  | 「よふかしのうた」           |      |            |
| 7.  | 「紙様」                     |      |            |
| 8.  | 「阿婆擦れ」                 |      |            |
| 9.  | 「オトナ」                   |      |            |
| 10. | 「日曜日よりの使者」         |      |            |
| 11. | 「サントラ」                 |      |            |
| 12. | 「トレンチコートマフィア」   |      |            |
| 13. | 「使えない奴ら」             |      |            |
| 14. | 「朝焼け」                   |      |            |
| 15. | 「Dr.フランケンシュタイン」  |      |            |
| 16. | 「かつて天才だった俺たちへ」 |      |            |
| 17. | 「Bad Orangez」              |      |            |
| 18. | 「グレートジャーニー」       |      |            |

| #  | タイトル                                     | 作詞 | 作曲・編曲 |
| -- | -------------------------------------------- | ---- | ---------- |
| 1. | 「Documentary of Creepy Nuts in 日本武道館」 |      |            |

### ラジオ盤
| #         | タイトル                              | 作詞  | 作曲・編曲 | 時間 |
| --------- | ------------------------------------- | ----- | ---------- | ---- |
| 1.        | 「OPトーク」                          |       |            | 6:53 |
| 2.        | 「Lazy Boy」                          |       |            | 3:01 |
| 3.        | 「トーク：フレックス対決」            |       |            | 8:55 |
| 4.        | 「バレる！」                          |       |            | 3:11 |
| 5.        | 「トーク：地元おすすめスポット 2021」 |       |            | 6:47 |
| 6.        | 「顔役」                              |       |            | 3:07 |
| 7.        | 「俺より偉い奴」                      |       |            | 3:06 |
| 8.        | 「風来」                              |       |            | 2:46 |
| 9.        | 「トーク：タイトル (仮)」             |       |            | 5:30 |
| 10.       | 「のびしろ」                          |       |            | 3:56 |
| 11.       | 「デジタルタトゥー」                  |       |            | 2:47 |
| 12.       | 「トーク：15才の話」                  |       |            | 2:08 |
| 13.       | 「15才」                              |       |            | 3:14 |
| 14.       | 「トーク：最強Goodフルーツ」          |       |            | 3:49 |
| 15.       | 「Bad Orangez」                       |       |            | 3:29 |
| 16.       | 「トーク：Story of "Who am I"」       |       |            | 0:35 |
| 17.       | 「Who am I」                          |       |            | 3:29 |
| 18.       | 「トーク：土産話の話」                |       |            | 3:22 |
| 19.       | 「土産話」                            |       |            | 4:25 |
| 20.       | 「ED トーク」                         |       |            | 3:35 |
| 合計時間: | 合計時間:                             | 78:05 |            |      |

## ツアー
本作を提げたツアーが8会場8公演で開催される。
| 日程                  | 開場/開演   | 都道府県 | 会場                                |
| --------------------- | ----------- | -------- | ----------------------------------- |
| 2021年9月20日(月・祝) | 16:30/18:00 | 大阪府   | 大阪城ホール                        |
| 2021年9月25日(土)     | 17:00/18:00 | 千葉県   | 森のホール21 大ホール               |
| 2021年10月7日(木)     | 17:00/18:00 | 兵庫県   | 神戸国際会館 こくさいホール         |
| 2021年10月9日(土)     | 17:00/18:00 | 福岡県   | 福岡市民会館 大ホール               |
| 2021年10月17日(日)    | 17:00/18:00 | 愛知県   | 名古屋国際会議場 センチュリーホール |
| 2021年10月28日(木)    | 18:00/19:00 | 宮城県   | 仙台 サンプラザホール               |
| 2021年10月31日(日)    | 17:00/18:00 | 新潟県   | 長岡市立劇場                        |
| 2021年11月14日(日)    | 16:30/18:00 | 神奈川県 | 横浜アリーナ                        |